# 八王子実践中学校・高等学校
八王子実践中学校・高等学校（はちおうじじっせんちゅうがっこう・こうとうがっこう）は、東京都八王子市台町一丁目にある私立中学校・高等学校である。通称は「実践」「八実」。生徒数は約2000人。高等学校において、中学校から入学した内部進学生と高等学校から入学した外部進学生が、第1学年次からクラスが混合になる併設型中高一貫校である。

## 概要
大正15年に、女子の実業学校として創立。4年制の本科一部、3年制の本科二部、2年制の専修科、1年制の普通科･研究科、6ヶ月制の速成科･洋裁科、年限を定めない随意科が存在した。尋常小学校を卒業していることが主な入学資格であり、高等小学校を卒業していると本科一部･二部では、途中の学年から入学できた。研究科は、本科･専修科･普通科の卒業生を主に対象としていた。その後も女子校として運営され、昭和36年に男子の機械科が設置されるも、男子部･女子部という形で運営しており男女別学であった。平成10年に共学化した。
八王子市内で最も歴史の古い私立中学校・高等学校である。
バレーボールの強豪校として有名であり、獲得した全国タイトルは、計16回（選手権5回・国体6回・選抜5回）
高校の近くに「八王子実践幼稚園」が併設されている。

## 沿革
- 1926年4月 - 東京都八王子市大横町にて「八王子和洋裁縫女学院」として開校。
- 1930年3月 - 八王子市台町に移転。
- 1934年4月 - 「八王子実践女学院」と改称。
- 1948年3月 - 学校制度の改正のため「八王子女子中学校」および「八王子女子高等学校」に分割・改称。高等学校に普通科･家庭科を設置。
- 1954年3月 - 実践幼稚園を併設。
- 1955年4月 - 高等学校に商業科を設置。
- 1961年4月 - 高等学校に男子部機械科を設置。「八王子実践高等学校」と改称。
- 1984年8月 - 校外施設｢八ヶ岳祥雲学林｣が完成。
- 1989年4月 - 高等学校に調理科を設置。
- 1994年4月 - 家庭科を生活科学科に改称。
- 1995年4月 - 高等学校男子部に普通科を設置。
- 1996年4月 - 「八王子実践中学校」再開。新校舎工事に伴い一部生徒は仮設校舎へ移動。
- 1997年12月 - 地上4階地下1階の新校舎完成。
- 1998年4月 - 男子部・女子部を廃止し、男女共学となる。コース制導入。
- 1999年7月 - 八王子実践幼稚園の新園舎完成。
- 2006年4月 - 創立80周年を迎える。新制服を導入。
- 2008年4月 - 普通科を3コース制に改編。
- 2016年4月 - 創立90周年を迎える。新制服を導入。調理科募集停止。

## 設置学科

### 普通科
- 特進コース(J特進/特進)
  - 国公立大学や難関私立大学の入試に対応できる学力を育成することを目指す。
- 選抜コース
  - 中堅私立大学の一般入試に現役合格できる学力を育成することを目指す。
- 総合進学コース
  - 生徒の興味に応じ、大学、短大、専門学校への進学から就職まで対応する。各種検定や資格の取得を目指す授業や、芸術科目(音楽・美術・書道)を各自選択し、3年間履修する。

### 調理科（平成31年3月をもって閉科）
- 卒業と同時に調理師の資格を取得できる。陳建一や脇屋友詞などの外部講師を招いての特別講義があった。
- 平成元年より設置してきたが平成28年度入学生を最後に募集停止することとなり、平成29年度入試から募集は行われていない。
- 平成31年3月に最後の学科生が卒業したことにより、歴史に幕を閉じた。

## 学校行事

### 1学期
- 4月
  - 入学式 - オリンパスホール八王子にて、中学・高校合同で行われる。
  - 学林合宿【高校1年】- 2泊3日のオリエンテーション合宿で、「八ヶ岳祥雲学林」にて行われる。
  - 対面式【中学】- 中学3学年揃って行う行事で、レクリエーションなどを通し、新入生と在校生らが交流を図る。
- 7月
  - 学林合宿【高校2年】- 「八ヶ岳祥雲学林」にて行われる。
  - 臨海学校【高校1年】
  - ターム留学【高校】- 全コースの生徒を対象とした留学制度であり、7月下旬～9月下旬の期間で行われる。行き先はニュージーランド。
  - イングリッシュソングコンテスト【中学】- 学年対抗で英語の歌を歌い、優勝をめざす。

### 2学期
- 9月
  - 明鏡祭（文化祭）- 屋台が多いのが特徴で、調理科による中華弁当は毎年人気である。
  - 体育祭 - 富士森公園陸上競技場にて行われる(現在は競技場が工事の関係で八王子市総合体育館にて開催)。クラス対抗ではなく、学年混合で誕生月ごとにチームが組まれる。
- 11月
  - 修学旅行【中学3年】- 2泊3日で、奈良・京都へ向かう。
- 12月
  - 校内武道大会【高校3年】- 男性は柔道か剣道が必修となっており、3年間学んできたことを発揮する場である。
  - スキー教室【高校1年】- 1年生の希望者らで行われる。
  - 修学旅行【高校2年】
  - 百人一首大会【中学】- 各学年で予選を行った後、3学年合同で対抗戦を行う。

### 3学期
- 1月
  - バレーボール教室
- 2月
  - ワードコンテスト【中学】
  - 3年生を送る会【中学】
- 3月
  - 卒業式【高校】- オリンパスホール八王子にて行われる。
  - 卒業式【中学】- 校内にあるホールにて行われる。

## 施設設備
- 本校舎を中心に各施設が点在している。
- 1997年12月、8896㎡の敷地に地上4階・地下1階（延床面積16890㎡）の新校舎が完成した。大きく2棟に分かれたコンプレックスの建物であり、2階の渡り廊下でつながれていて、この階を共有部として図書室や食堂･購買部･職員室などが配置されている。
- 旧ロッカーラウンジには「J-Lab.(Jissen Laboratory)」と呼ばれる、ゼミ室、サポートセンター、講義室、自習室が設置されている。
- 教育ICT環境として、富士ソフトの「みらいスクールステーション」や「Classi」が導入されている。
- グラウンドは、道を挟んだ所にある。また、武道場・卓球場・ダンス場・A棟が建っているため、そこまで広くはない。そのため体育祭は近くの陸上競技場で行う。
- 校外施設として、八ヶ岳の麓に「八ヶ岳祥雲学林」がある。入学時のオリエンテーション合宿や各種研修などに利用されている。

## 部活動
- バレーボール
- ハンドボール
- バスケットボール
- 新体操
- チアリーディング
- 創作ダンス
- 硬式野球
- 陸上競技
- 剣道
- 柔道
- 卓球
- バドミントン
- ソフトテニス
- 硬式テニス
- サッカー同好会
- 吹奏楽
- 軽音楽
- 写真
- ESS
- 料理
- 茶道
- パソコン
- コーラス
- 文芸
- 美術
- 手芸
- 理科
- 放送
- 書道
- 漫画研究

## 校歌
- 「一つの名前を書く」作詞:藤田敏雄･作曲佐藤勝
- 男子部･女子部で運営していた頃は、それぞれに校歌が存在した。[要出典]

## 移転計画
1980年代より、高尾駅近くにある金比羅山に6万㎡の土地を学校用地として取得し移転する予定であった。しかし、山を一部削ることや浅川地下壕を一部埋め立てて学校の造成をすることを知った地元住民が市民団体を結成し、反対運動を起こした。1990年9月に条件付きながら東京都から開発を許可されるも、反対運動や埋蔵文化財の調査などの関係もあり、1993年に計画を中止した。その後土地は、2013年2月に大阪府の開発業者に売却されたのち、現在は八王子市が所有している。

## アクセス
出典 : 
電車
- JR中央線八王子駅南口より徒歩13分
- 京王高尾線京王片倉駅から徒歩15分
- 京王線京王八王子駅から徒歩20分

バス
| 乗車駅     | 系統             | 下車停留所       | 運行事業者    |
| ---------- | ---------------- | ---------------- | ------------- |
| 八王子駅   | 八94・八96・八98 | 「実践高校」     | ■京王電鉄バス |
| めじろ台駅 | 八67・八90       | 「上野町三丁目」 | ■京王バス     |

## 著名な出身者

### バレーボール
- 須藤佳代子
- 三屋裕子
- 松尾栄里
- 宮島恵子
- 大林素子
- 高橋有紀子
- 福田記代子
- 多治見麻子
- 備前夕子
- 狩野美雪
- 井西彩乃
- 服部晃佳
- 土田望未
- 滝沢ななえ
- 和田麻里江
- 服部安佑香
- 狩野舞子
- 鈴木裕子
- 石井里沙
- 持丸結美子
- 松浦未波
- 金杉由香
- 野嶋華澄
- 野嶋華鈴
- 積山春花
- 東谷玲衣奈
- 山口結可
- 籾井あき
- 住田帆志乃
- 川﨑鈴奈
- 榊原菜那
- 黒須咲良
- 大川愛海
- 成瀬ももか
- 野田祐希
- インディグウェ・シンディ千想夢

### 野球
- 河本ロバート
- ディエゴ・フランカ

### 芸能界
- 登坂広臣
- 星野由妃
- 若林愛
- 小野健斗
- 荒井乃梨子

### その他
- 高橋ヒロム（プロレス）

## 教職員
- 菊間崇祠
- 貫井直輝